# Lega Svizzera di Hockey su Ghiaccio
La Lega Svizzera di Hockey su Ghiaccio (LSHG), definita anche Swiss Ice Hockey Association (SIHA) o anche Swiss Hockey League, è l'organo superiore che controlla la disciplina olimpica dell'hockey su ghiaccio in Svizzera. Essa è membro dell'International Ice Hockey Federation (IIHF), la lega di Hockey su ghiaccio internazionale.

## Sezioni
Le varie sezioni che vi appartengono sono:
- Nazionale:
  - Nazionale maschile
  - Nazionale maschile Under-20
  - Nazionale maschile Under-18
  - Nazionale femminile
  - Nazionale femminile Under-18

- Lega nazionale maschile:
  - Lega Nazionale A di hockey svizzero
  - Lega Nazionale B di hockey svizzero

- Lega nazionale femminile:
  - Lega Nazionale A di hockey svizzero femminile
  - Lega Nazionale B di hockey svizzero femminile
  - Lega Nazionale C di hockey svizzero femminile
  - Lega Nazionale D di hockey svizzero femminile

- RegioLeague
  - Leghe regionali suddivise per Ovest - Centrale - Est, sia maschile che femminile

## Storia
L'attuale Lega Svizzera di Hockey su Ghiaccio è stata fondata il 23 novembre 1908, ed è uno degli stati fondatori dell'IIHF.

## Compiti
La Lega Svizzera di Hockey su Ghiaccio si occupa di (dalla lega maggiore alla minore):
- formare gli arbitri
- di emanare un calendario
- dell'applicazione e della modifica delle regole vigenti in Svizzera
- è l'interlocutore ufficiale per l'hockey svizzero a livello internazionale

## Videogiochi
Dal 2010, la Lega Nazionale A di hockey svizzero è presente nella serie di videogiochi NHL con le varie squadre e i vari giocatori, definiti in modo dettagliato.